# Llucia Ramis i Laloux
Llucia Ramis i Laloux (ur. 23 kwietnia 1977 w Palma de Mallorca) – dziennikarka i pisarka publikująca po katalońsku. Ukończyła studia na Wydziale Nauk o Informacji Uniwersytetu Autonomicznego w Barcelonie, współpracowała z różnymi redakcjami, wśród których należy wymienić Diario de Mallorca, przegląd literacki Quimera, COM Ràdio, Rac1 i katalońskie wydanie dziennika El Mundo. W tym ostatnim publikuje kronikę Plexiglas w dodatku Tendencje.
Zadebiutowała powieścią „Rzeczy, które przydarzają się Barcelonie, kiedy masz 30 lat”, która uzyskała przychylne recenzje. W 2010 roku otrzymała nagrodę Josep Pla za swoją drugą powieść “Egosurfing”. W roku 2013 ukazała się jej kolejna powieść "Wszystko, co pewnego popołudnia umarło z rowerami".

## Publikacje
- Rzeczy, które przydarzają się w Barcelonie kiedy masz 30 lat, 2008
- Egosurfing, 2010
- Wszystko, co pewnego popołudnia umarło z rowerami, 2013

## Nagrody
- Nagroda Josep Pla za Egosurfing, 2010
- Nagroda Bartomeu Rosselló-Pòrcel, za uznanie w dziedzinie animacji kulturalnej, 2010